# 勒姬熱
勒姬熱（排灣語：Legirle），是台灣排灣族古樓部落（Kuljaljau）吉羅夫敢家族（Tjiluvekan，當代古樓部落兩大頭目家族之一）神話中的始祖之一，和其兄長兼巫神勒麼各（Ljemetj/Ljemetje/Lemej）一起開創了古樓部落。

## 傳說
勒姬熱和大哥拉里辜望（Laliguwan）、二哥勒麼各一樣，出生自北大武山的泥球之中，由貓和狗抓破泥球的表面而出生，後來Laliguwan離開他們前往台東尋找新土地，她和勒麼各則一起走，兩人先抵達了佳興部落（puljti），在那裡設立了Gagugagutsi家名，但沒有住在那裡，而是繼續來到了舊古樓部落，並且在當地結婚，生下Tsaila，後來Tsaila跟蛇神結婚，卻因為生不出人而來到父母建立的佳興部落領養了小孩Gulili，成為古樓部落的起源。

### 其他版本
另有說法認為勒姬熱和勒麼各在佳興部落建立的家名Cakucaku家名、另外還在舊佳平部落（kaviangan）建立Palaulan家名、舊來義部落（tjaljaqavus）建立Caljas家名，最後才終於在舊古樓部落定居，勒麼各跟女神結婚，建立Lingtjalj家名，而她則自己建立了Livangrau家名，值得一提的是，這個版本的傳說中，勒姬熱和勒麼各天生就會使用巫術祭儀，當初他們在舊來義部落部落時，勒姬熱便曾在當地逗留一段時間教導其他人巫術，由勒麼各走在前面，勒姬熱教完後才連忙追上，過程中因為跟丟了哥哥而煩惱的時候，受到白鼻心（ciya）的幫助，以嗅覺找到了勒麼各，兩人最後才在舊古樓部落的一棵松樹下重逢，為了感謝白鼻心，勒姬熱在牠的畫一條白色的斑紋讓他們更可愛，成為今日白鼻心的樣子；也因為勒姬熱當時趕時間，沒有教太深入的內容，因此今日來義部落的巫術都偏簡單；此外，這個版本中，勒姬熱被叫做德倫格（Drenger），跟傳說中與勒麼各結婚的女神名相當類似。
除此之外，也有說法認為勒姬熱並不存在，當初在北大武山的泥球中出生的只有勒麼各和拉里辜望，而勒麼各的孩子則是一個叫Tjagarhaus的男性。